# Nhạn đầu hung

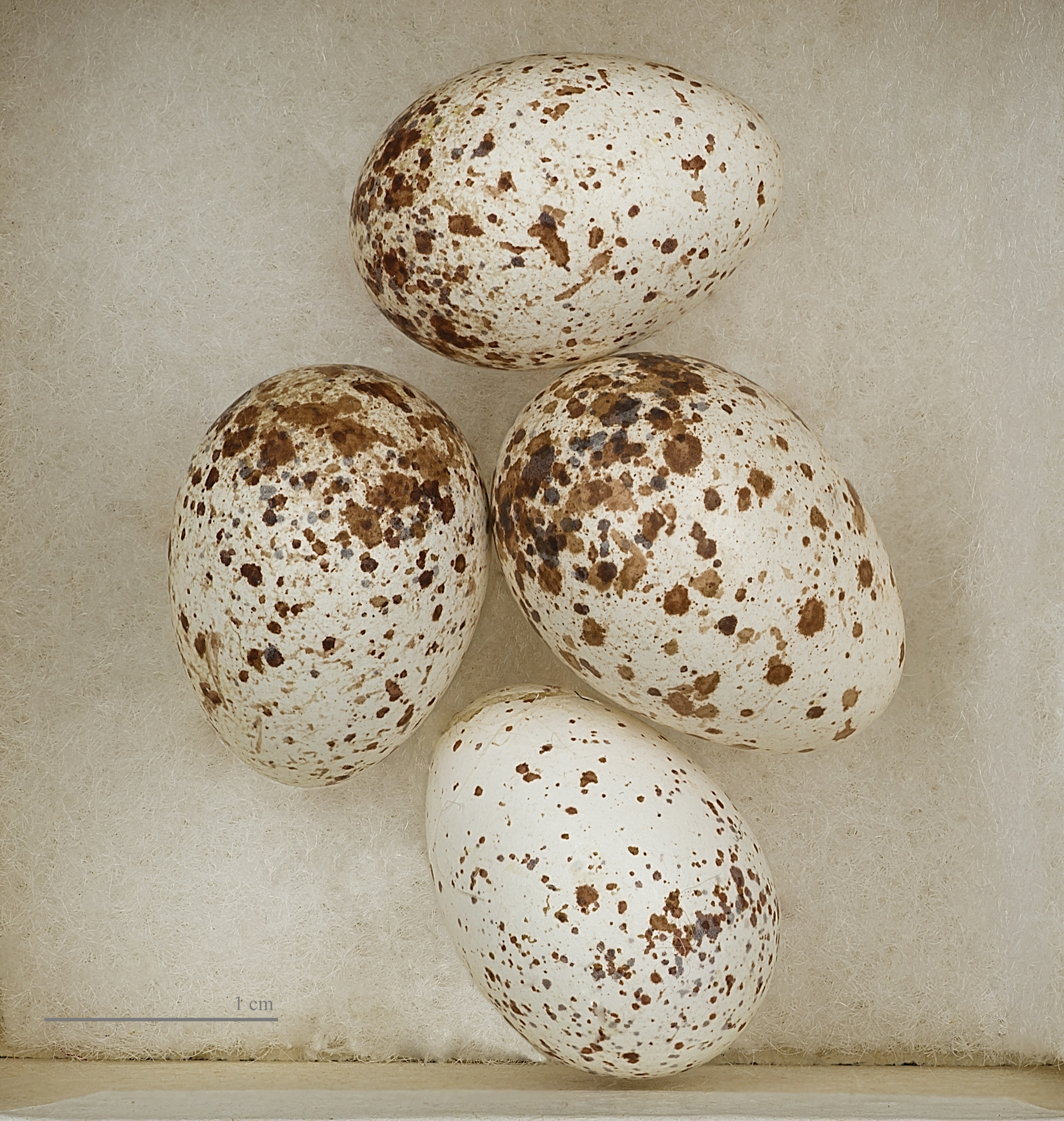
Hirundo smithii

Hirundo smithii là một loài chim trong họ Hirundinidae.